# 3800 Karayusuf
3800 Karayusuf (1984 AB) là một tiểu hành tinh bay qua Sao Hỏa được phát hiện ngày 4 tháng 1 năm 1984 bởi E. F. Helin ở Palomar.